# Valpelline (gmina)
Valpelline – miejscowość i gmina we Włoszech, w regionie Dolina Aosty, w dolinie Valpelline w Alpach Pennińskich.
Według danych na styczeń 2009 gminę zamieszkiwało 638 osób przy gęstości zaludnienia 15,4 os./1 km².